# Bell 214ST
El Bell 214ST ("Super Transporter") es un helicóptero de carga media derivado de la serie UH-1 Huey. El helicóptero comparte el mismo número de modelo que el Bell 214, aunque se trata de un diseño de mayor tamaño y con numerosas modificaciones.

## Diseño y desarrollo
El 214ST se desarrolló inicialmente cono un proyecto para el mercado militar, basándose en el Bell 214B BigLifter. El 214ST se diseñó específicamente para ser fabricado en Irán, cuyo gobierno financiaba el programa de desarrollo. El primer prototipo realizó su primer vuelo en febrero de 1977, en Texas, al que se le sumaron otros tres prototipos en el año 1978.
Sin embargo, tras el derrocamiento del Sha en 1979, Bell tuvo que cambiar sus planes y fabricar el 214ST en su fábrica situada en Dallas-Fort Worth, pasando a su vez a comercializarse como un helicóptero civil.  La fabricación de los primeros 214ST de serie dio comienzo en 1981, recibiendo el certificado de tipo en el año 1982.
El Bell 214ST presenta numerosos cambios con respecto al Bell 214.  El Bell 214ST cuenta con un fuselaje de mayor tamaño, con capacidad de entre 16 a 18 pasajeros, así como dispone de dos motores GE CT7-2A. El helicóptero contaba a su vez con varias novedades, como una transmisión capaz de funcionar sin lubricante durante una hora, palas de rotor fabricadas en fibra de vidrio y la opción de elección del tipo de tren de aterrizaje, bien en ruedas o en esquíes.

## Operadores

### Operadores militares
Brunéi

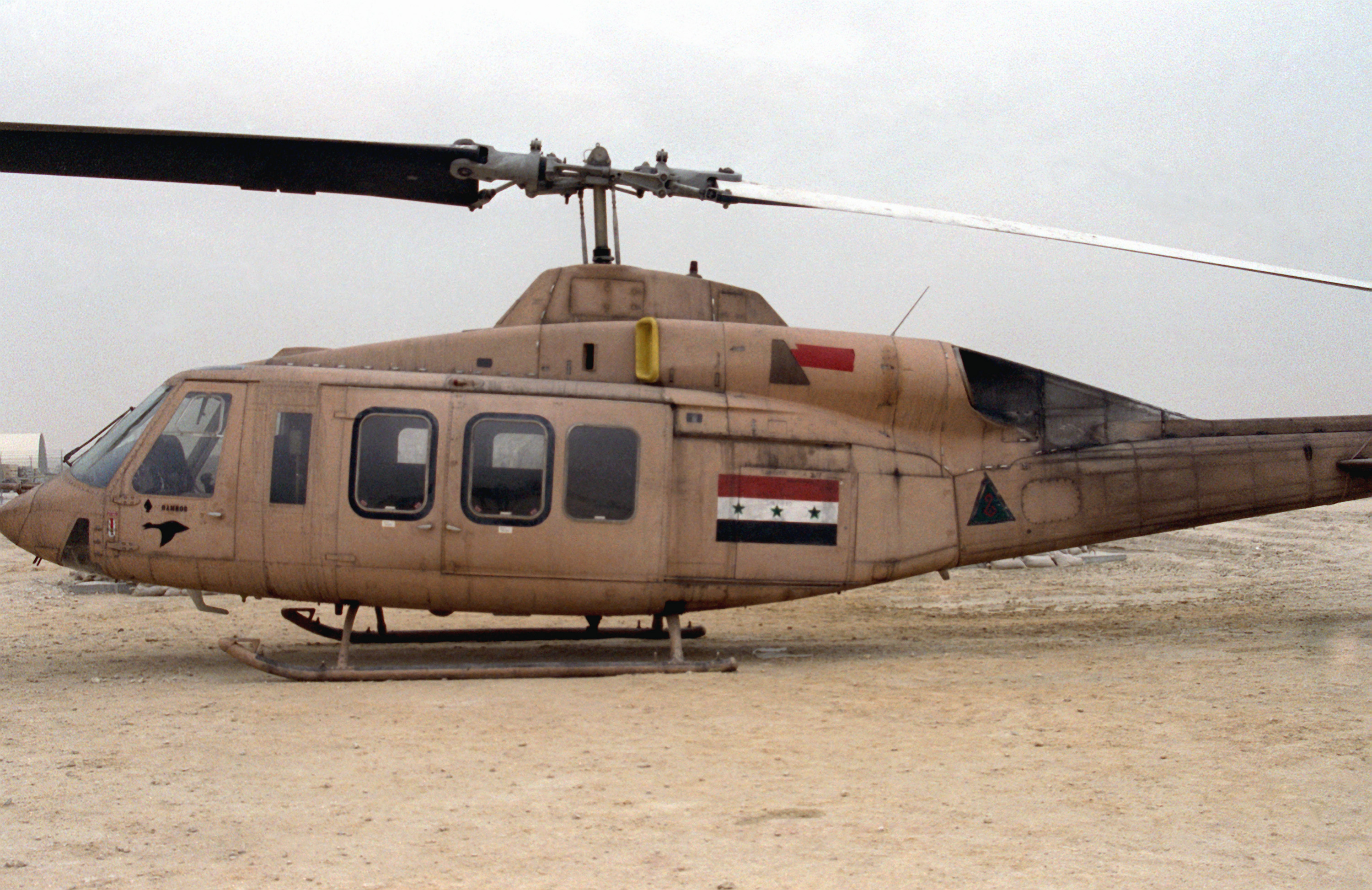
Bell 214ST de la Fuerza Aérea Iraquí.

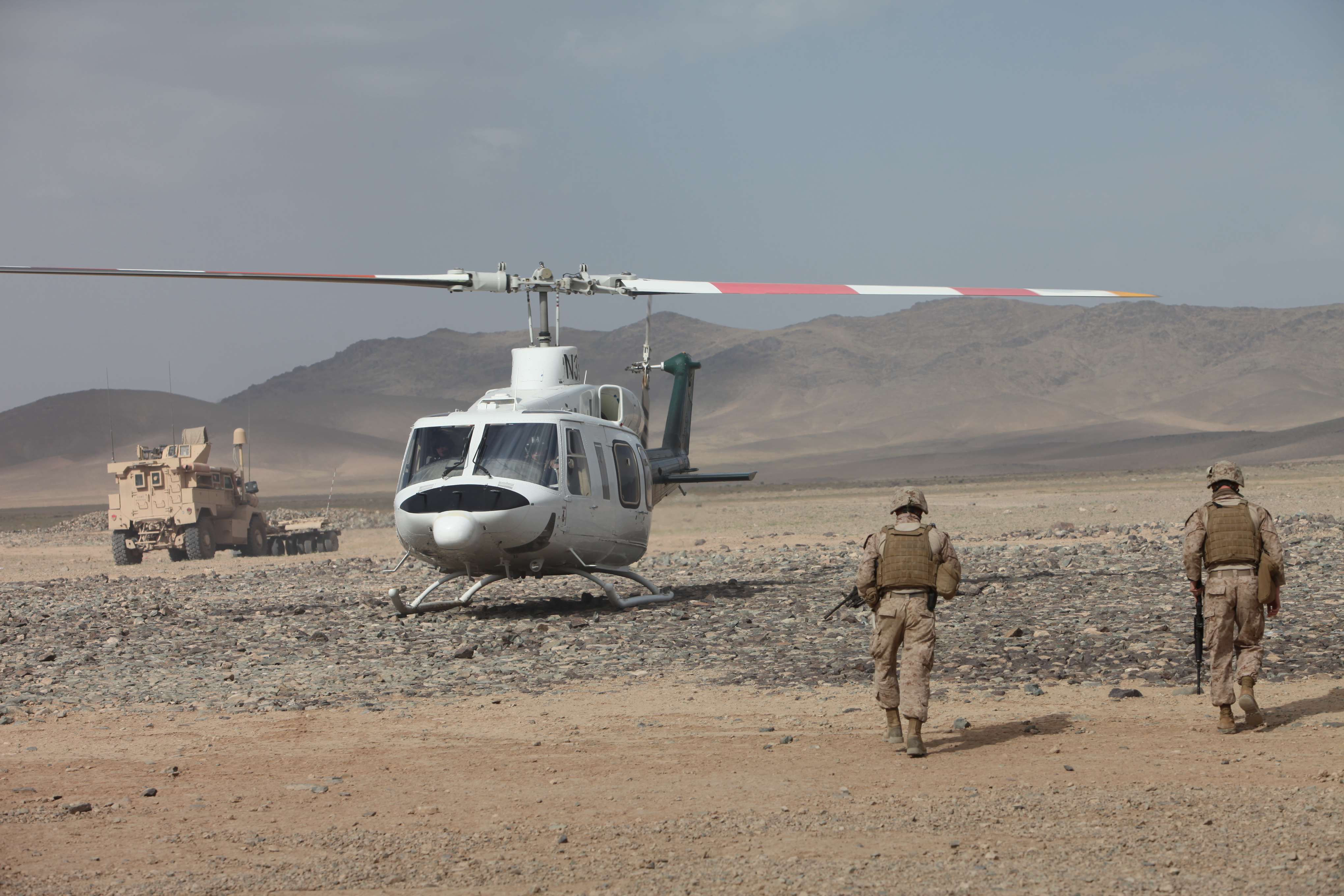
Un Bell 214ST operó en Afganistán.

- Real Fuerza Aérea de Brunéi: uno entregado, y en servicio.[6]

- Fuerza Aérea Iraquí: recibió 48 desde el año 1984, estando todos dados de baja en el año 2008.[7]

 Perú
- Fuerza Aérea del Perú: 11 recibidos, de los cuales 2 permanecen en servicio.[6]

 Tailandia
- Real Armada Tailandesa: nueve entregados, de los cuales 3 permanecen operativos.[6]

 Venezuela
- Fuerza Aérea Venezolana: tres recibidos, estando todos de baja.[6]

### Operadores civiles
Canadá
- CHC Helicopter: antiguo usuario
- Helicopter Transport Services[8]

 China

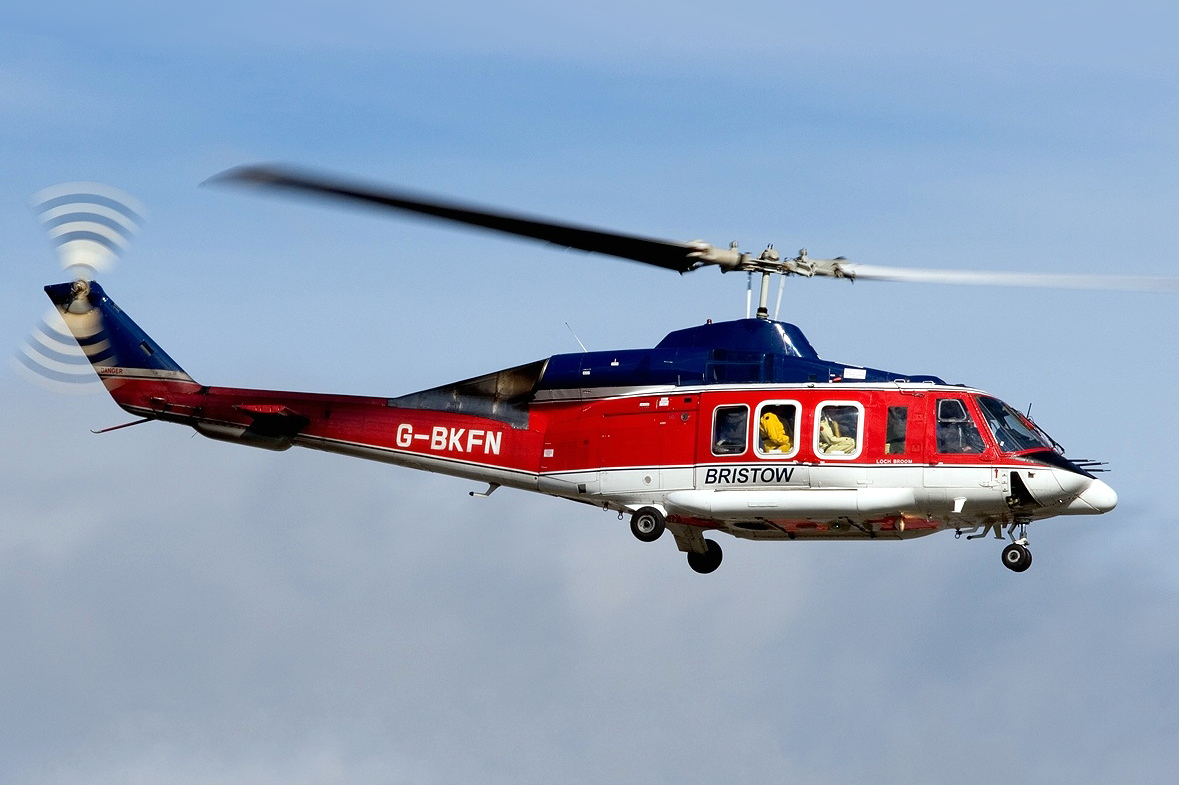
Bell 214ST de Bristow.

- Cuatro unidades entregadas para uso civil en 1987.[9]

 Noruega
- CHC Helikopter Service

 Reino Unido
- Bristow Helicopters: 3[10]
- British Caledonian Helicopters (integrada en Bristow Helicopters)[4]

 Estados Unidos
- Air Logistics (como parte de Bristow Group)[10]
- Presidential Airways: operado por AAR Airlift, 4[11]
- Evergreen Helicopters[12]

## Especificaciones

### Características generales
- Tripulación: Uno o dos
- Capacidad: Interna: 16 o 17 pasajeros o el equivalente en carga. Externa: 3630 kg de carga colgante
- Longitud: 15,03 m
- Diámetro rotor principal: 15,85 m
- Altura: 4,84 m
- Área circular: 107,3 m²
- Peso vacío: 4300 kg
- Peso máximo al despegue: 7938 kg
- Planta motriz: 2× turboeje General Electric CT7-2A.
  - Potencia: 1215 kW (1625 shp) cada uno.

### Rendimiento
- Velocidad nunca excedida (Vne): 264 km/h
- Velocidad crucero (Vc): 259 km/h
- Alcance: 858 km
- Techo de vuelo: 3170 m para estacionario con efecto suelo (10400 pies)
- Régimen de ascenso: 9,04 m/s (1780 pies/min)

### Desarrollos relacionados
- Bell 214
- Bell 204/205
- Bell 212
- UH-1 Iroquois
- UH-1N Twin Huey

### Aeronaves similares
- Westland 30

### Secuencias de designación
- Secuencia Numérica (interna de Bell): ← 210 - 211 - 212 - 214/214ST - 222 - 230 - 249 →

### Listas relacionadas
- Anexo:Bell Huey: Lista completa de helicópteros de la familia Huey.